# Toni Braxton
Toni Michelle Braxton (ur. 7 października 1967 w Severn) – amerykańska aktorka i piosenkarka.
Razem z czterema siostrami: Tracy, Tamar, Towandą i Triną Braxton tworzyły w latach 80. zespół The Braxtons, który nagrał dwie płyty: So Many Ways (1996) i Braxton Family Christmas (2015). Występowała z nimi w telewizyjnym reality show Braxton Family Values.

## Dyskografia

### Albumy studyjne
| Rok  | Informacje | Pozycja na liście | Pozycja na liście | Pozycja na liście | Pozycja na liście |
| Rok  | Informacje | U.S.              | U.S. R&B          | UK                | GER               |
| ---- | --- | ----------------- | ----------------- | ----------------- | ----------------- |
| 1993 | Toni Braxton - Premiera: 13 lipca 1993 - Status: 8× platyna - Sprzedaż światowa: 12 000 000                                                              | 1                 | 1                 | 4                 | 7                 |
| 1996 | Secrets - Premiera: 18 czerwca 1996 - Status: 8× platyna - Sprzedaż światowa: 16 000 000                                                                 | 2                 | 1                 | 10                | 2                 |
| 2000 | The Heat - Premiera: 25 kwietnia 2000 - Status: 2× platyna - Sprzedaż światowa: 6 000 000                                                                | 2                 | 1                 | 3                 | 3                 |
| 2002 | More Than a Woman - Premiera: 19 listopada 2002 - Status: złoto - Sprzedaż światowa: 2 000 000                                                           | 13                | 5                 | —                 | 37                |
| 2005 | Libra - Premiera: 27 września 2005 - Status: złoto - Sprzedaż światowa: 1 000 000                                                                        | 4                 | 2                 | —                 | 60                |
| 2010 | Pulse - Premiera: 4 maja 2010 - Status: - Sprzedaż światowa: 600 000                                                                                     | 9                 | 1                 | 28                | 18                |
| 2014 | Love, Marriage & Divorce - Premiera: 4 lutego 2014 - Status: - Sprzedaż światowa: 150 000 - Płyta otrzymała nagrodę Grammy za najlepszy album roku R'n'B | 4                 | 1                 | 75                | —                 |
| 2018 | Sex & Cigarettes Premiera 23 marca 2018 Nominowana do nagrody Grammy za najlepsze wykonanie R'n'b                                                        |                   |                   |                   |                   |

### Albumy świąteczne/remiksy

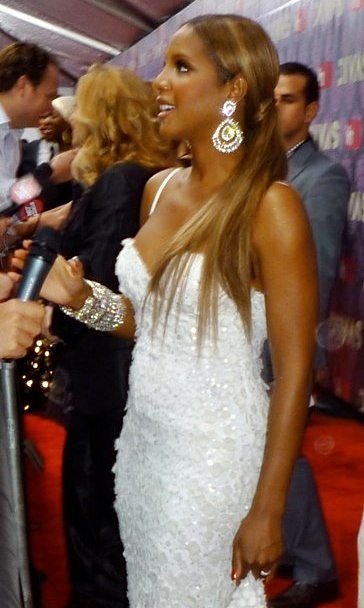
Toni Braxton (2009)

| Rok  | Informacje | Pozycja na liście | Pozycja na liście | Pozycja na liście | Pozycja na liście |
| Rok  | Informacje | U.S.              | U.S. R&B          | UK                | GER               |
| ---- | --- | ----------------- | ----------------- | ----------------- | ----------------- |
| 2001 | Snowflakes - Premiera: 31 października 2001 - Status: złota - Sprzedaż światowa: 1 000 000                    | 119               | 45                | —                 | 92                |
| 2005 | Un-Break My Heart: The Remix Collection - Premiera: 12 kwietnia 2005 - Status: — - Sprzedaż światowa: 100 000 | —                 | —                 | —                 | —                 |

### Kompilacje
| Rok  | Informacje                                                                                     | Pozycja na liście | Pozycja na liście | Pozycja na liście | Pozycja na liście |
| Rok  | Informacje                                                                                     | Billboard 200     | U.S. R&B          | UK Albums Chart   | GER               |
| ---- | ---------------------------------------------------------------------------------------------- | ----------------- | ----------------- | ----------------- | ----------------- |
| 2003 | Ultimate Toni Braxton - Premiera: 4 listopada 2003 - Status: — - Sprzedaż światowa: —          | 119               | 43                | 23                | —                 |
| 2004 | Platinum & Gold Collection - Premiera: 12 października 2004 - Status: — - Sprzedaż światowa: — | —                 | 78                | —                 | —                 |
| 2007 | The Essential - Premiera: 20 lutego 2007 - Status: — - Sprzedaż światowa: —                    | —                 | 48                | —                 | —                 |

### Single
| Rok  | Tytuł                                               | Album                          | Hot 100 | Hot R&B | UK Singles Chart | Hot Dance | Hot AC |
| ---- | --------------------------------------------------- | ------------------------------ | ------- | ------- | ---------------- | --------- | ------ |
| 1992 | „Give U My Heart” (duet z Babyface)                 | Boomerang OST                  | 29      | 2       | —                | —         | —      |
| 1992 | „Love Shoulda Brought You Home”                     | Boomerang OST                  | 33      | 4       | 33               | —         | —      |
| 1993 | „Another Sad Love Song”                             | Toni Braxton                   | 7       | 2       | 15               | —         | 8      |
| 1993 | „Breathe Again”                                     | Toni Braxton                   | 3       | 4       | 2                | —         | 4      |
| 1994 | „Seven Whole Days”                                  | Toni Braxton                   | 26      | 1       | —                | —         | —      |
| 1994 | „You Mean the World to Me"                          | Toni Braxton                   | 7       | 3       | 30               | —         | 4      |
| 1994 | „I Belong to You”/„How Many Ways”                   | Toni Braxton                   | 28      | 6       | —                | —         | —      |
| 1996 | „You're Makin' Me High”/„Let It Flow”               | Secrets                        | 1       | 1       | 7                | 1         | 9      |
| 1996 | „Un-Break My Heart”                                 | Secrets                        | 1       | 2       | 2                | 1         | 1      |
| 1997 | „I Don't Want To”/„I Love Me Some Him”              | Secrets                        | 19      | 9       | 9                | 1         | 4      |
| 1997 | „How Could an Angel Break My Heart” (feat. Kenny G) | Secrets                        | —       | —       | 22               | —         | 12     |
| 2000 | „He Wasn't Man Enough”                              | The Heat                       | 2       | 1       | 5                | 16        | —      |
| 2000 | „Just Be a Man About It”                            | The Heat                       | 32      | 6       | —                | —         | —      |
| 2000 | „Spanish Guitar”                                    | The Heat                       | 98      | 75      | 45               | 1         | 20     |
| 2001 | „Maybe”                                             | The Heat                       | —       | 74      | —                | 11        | —      |
| 2001 | „Snowflakes of Love”                                | Snowflakes                     | —       | —       | —                | —         | —      |
| 2001 | „Christmas In Jamaica” (feat. Shaggy)               | Snowflakes                     | —       | —       | —                | —         | —      |
| 2002 | „Hit the Freeway” (feat. Loon)                      | More Than a Woman              | 86      | 32      | 29               | 2         | —      |
| 2002 | „Give It Back” (feat. Big Tymers)                   | More Than a Woman              | —       | —       | —                | —         | —      |
| 2003 | „Let Me Show You the Way (Out)”                     | More Than a Woman              | —       | —       | —                | —         | —      |
| 2003 | „A Better Man”                                      | More Than a Woman              | —       | —       | —                | —         | —      |
| 2005 | „Please”                                            | Libra                          | 104     | 36      | —                | —         | —      |
| 2005 | „Trippin' (That's the Way Love Works)”              | Libra                          | 120     | 67      | —                | —         | —      |
| 2005 | „Take This Ring”                                    | Libra                          | —       | 98      | —                | —         | —      |
| 2006 | „Suddenly”                                          | Libra                          | —       | —       | —                | —         | —      |
| 2006 | „The Time of Our Lives” (z Il Divo)                 | Voices from the FIFA World Cup | —       | —       | —                | —         | —      |
| 2009 | „Yesterday”                                         | Pulse                          | 97      | 12      | 50               | —         | —      |
| 2010 | „Make My Heart”                                     | Pulse                          | —       | —       | —                | 46        | —      |
| 2010 | „Hands Tied”                                        | Pulse                          | —       | 31      | —                | —         | —      |
| 2010 | „Woman”                                             | Pulse                          | —       | —       | —                | —         | —      |
| 2013 | „Hurt You” (z Babyface)                             | Love, Marriage & Divorce       | —       | 33      | —                | —         | —      |
| 2014 | „Where Did We Go Wrong” (z Babyface)                | Love, Marriage & Divorce       | —       | —       | —                | —         | —      |

## Filmografia
- Kevin Hill (2005) jako Terry
- Play'd: A Hip Hop Story (2002) jako Shonda
- Kingdom Come (2001) jako Juanita Slocumb
- Twist of Faith (2013) jako Nina Jones